# Большое Орлово (озеро, Оренбургская область)
Большое Орлово — гидрологический и ботанический памятник природы местного значения, расположено в 2,5 км к югу от Сладкова.
Это лесное озеро образовалось как старица Урала. Средняя глубина 1,5 м. Площадь озера 31,5 га. Оно питается за счёт поверхностных и родниковых вод, а к концу лета сильно мелеет. Здесь обитают бобр и выхухоль, из рыб — карась.
Озеро является своеобразным водоёмом-резерватом уникальных зарослей чилима и сальвинии.